# Джамалханов, Зайнди Джамалханович
Зайнди Джамалханович Джамалханов (чечен. Зайнди Джамалханов; 9 мая 1922, село Нижний Наур, Надтеречный район — 19 мая 2014) — чеченский филолог, педагог, поэт, переводчик.

## Биография
Окончил школу в 1939 году и начал работать в редакции Надтеречной районной газеты «Путь социализма». В 1944 году был депортирован в Казахскую ССР; работал откатчиком, бадейщиком, счетоводом на Джездинском марганцовом руднике, затем — учителем в школе, заведовал клубом и библиотекой. С 1955 года — в редакции республиканской газеты «Знамя труда» (Алма-Ата).
С 1957 года, вернувшись в Чечню, работал в Чечено-Ингушском Научно-исследовательском институте истории, экономики, языка и литературы, затем — преподавателем родного языка в Грозненском педагогическом училище. В 2000-х годах работал учителем чеченского языка Надтеречной средней школы имени А. Ш. Мамакаева, затем — педагогом муниципального бюджетного учреждения дополнительного образования детей «Дом детско-юношеского туризма и экскурсий Надтеречного района».

## Творчество

### Избранные произведения
работы в области языкознания
- Синтаксис чеченского языка. — 1939.
- Научная морфология (в соавт. с А. Хумпаровым)
- Основные законы правописания чеченского языка. — 1958. (в соавт. с А. Г. Мациевым)
- Героические илли и сказания. — 1959. (в соавт. с С. Эльмурзаевым)
- Чеченские народные сказки, пословицы и загадки. — 1959. (в соавт. с С. Эльмурзаевым)
- учебники по языкознанию и литературоведению.
- Словарь правописания чеченского языка. (в соавт. с И. Алироевым)
- Мациев А.Г., Джамалханов З. Д. и др. Чеченско-ингушско-русский словарь. — Грозный, 1962.
- Оздоев И. А., Джамалханов З. Д. и др. Ингушско-чеченско-русский словарь. — Грозный, 1962.

художественные произведения
- Волны Аргуна : Стихи чечен. и ингуш. поэтов / Авт.: Р. Ахматова, З. Джамалханов и др. — Грозный: Чеч.-Инг. кн. изд-во, 1957. — 183 с. — 5000 экз.
- Поэзия Чечено-Ингушетии / Пер. с чечен. и ингуш. — М.: Гослитиздат, 1959. — 279 с. — 10 000 экз.
- Светлый путь : Сб. — 1959. (чечен. яз.)
- Верность : Сб. — 1964. (чечен. яз.)
- Песнь любви. — М.: Мол. гвардия, 1972. — Т. 2. Любовная лирика народов СССР. — 926 с. — 100 000 экз.
- Дорогой счастья : Сб. — 1981. (чечен. яз.)
- Антология чечено-ингушской поэзии / Пер. с чеч. и ингуш. — Грозный: Чеч.-Инг. кн. изд-во, 1981. — 463 с. — 10 000 экз.
- С Лениным в сердце : Сб. стихов [поэтов Чечено-Ингушетии] / Авт.: Ш. Арсанукаев, Р. Ахматова, В. Богданов, А. Ведзижев, Ю. Верольский, Г. Гагиев, З. Джамалханов и др.. — Грозный: Чеч.-Инг. кн. изд-во, 1981. — 110 с. — 2000 экз.

переводы
- Лермонтов М. Измаил-Бей.
- Евгеньев Б. Пулемётчик Ханпаша Нурадилов.

## Награды и признание
- Почётный гражданин Чеченской Республики (2006)[3]
- Орден Кадырова (2012)[4]